# F.E.A.R. Extraction Point
F.E.A.R. Extraction Point is een uitbreidingspakket voor het computerspel F.E.A.R., ontwikkeld door TimeGate Studios. Op 24 oktober 2006 werd het spel voor de PC uitgebracht. F.E.A.R. moet al geïnstalleerd zijn om F.E.A.R. Extraction Point te spelen. De A.I. is verbeterd ten opzichte van F.E.A.R.

## Gameplay
De gameplay is essentieel hetzelfde als dat van F.E.A.R. Het uitbreidingspakket heeft drie nieuwe wapens (een minigun, een laserwapen en een turret) en ook nog drie nieuwe soorten vijanden.

## Recensies
Het spel kreeg overal goede recensies, met een gemiddelde van 75 uit 100 van Metacritic. IGN gaf het spel een 7,6 en vond dat het spel nog steeds heel goede graphics had, maar had ook kritiek op het feit dat er geen extraatjes waren en dat het spel extreem kort was.
| Beoordeeld door                         | Datum            | Score |
| --------------------------------------- | ---------------- | ----- |
| GNT - Generation Nouvelles Technologies | 8 november 2006  | 80%   |
| UOL Jogos                               | 20 december 2006 | 80%   |
| Gamers.at                               | 20 december 2006 | 80%   |
| Factornews                              | 15 november 2006 | 80%   |
| IGN                                     | 24 oktober 2006  | 76%   |
| FiringSquad                             | 10 november 2006 | 75%   |
| Eurogamer.net (GB)                      | 6 november 2006  | 70%   |
| Gamekult                                | 7 november 2006  | 60%   |
| Absolute Games (AG.ru)                  | 8 december 2006  | 55%   |
| Game Revolution                         | 13 november 2006 | 50%   |